# WrestleMania 32
WrestleMania 32 was de 32ste professioneel worstel-pay-per-view (PPV) en WWE Network evenement van WrestleMania dat georganiseerd werd door WWE. Het evenement vond plaats op 3 april 2016 in het AT&T Stadium in Arlington, Texas.

## Wedstrijden
| Nr.                                                                          | Match | Winnaar(s)            |
| ---------------------------------------------------------------------------- | --- | --------------------- |
| Preshow 1                                                                    | Kalisto (c) vs. Ryback in een een-op-eenmatch voor het WWE United States Championship                                                                                     | Kalisto (c)           |
| Preshow 2                                                                    | Team Total Divas (Brie Bella, Paige, Alicia Fox, Natalya en Eva Marie) vs. Team B.A.D. and Blonde (Naomi, Tamina, Lana, Summer Rae, Emma) in een 10-Diva tag team match   | Team Total Divas      |
| Preshow 3                                                                    | The Usos vs. Dudley Boyz in een Tag team match | The Usos              |
| 4                                                                            | Kevin Owens (c), Zack Ryder, Sami Zayn, Dolph Ziggler, Stardust, The Miz en Sin Cara in een Ladder match voor het WWE Intercontinental Championship                       | Zack Ryder (nc)       |
| 5                                                                            | A.J. Styles vs. Chris Jericho in een een-op-eenmatch | Chris Jericho         |
| 6                                                                            | The League of Nations (Rusev, Wade Barrett, Sheamus en Alberto Del Rio) vs. The New Day (Xavier Woods, Kofi Kingston en Big E) in een six-man tag team match              | The League Of Nations |
| 7                                                                            | Brock Lesnar vs. Dean Ambrose in een No Holds Barred Match | Brock Lesnar          |
| 8                                                                            | Charlotte (met Ric Flair) vs. Sasha Banks vs. Becky Lynch in een Triple threat match voor het WWE Women's Championship                                                    | Charlotte (nc)        |
| 9                                                                            | The Undertaker vs. Shane McMahon in een Hell in a Cell match. Als Shane won, kreeg hij controle over WWE Raw. Als Undertaker verloor werd hij verbannen van WrestleMania. | The Undertaker        |
| 10                                                                           | André the Giant Memorial Battle Royal | Baron Corbin          |
| 11                                                                           | The Rock vs. Erick Rowan (met Bray Wyatt en Braun Strowman) in een een-op-eenmatch                                                                                        | The Rock              |
| 12                                                                           | Roman Reigns vs. Triple H (c) in een een-op-eenmatch voor het WWE World Heavyweight Championship                                                                          | Roman Reigns (nc)     |
| (c) huidige kampioen voor en na de match \| (nc) nieuwe kampioen na de match | |                       |

De deelnemers van de battle royal waren: Big Show, Shaquille O'Neal, Diamond Dallas Page, Tatanka, Damien Sandow, Fandango, Viktor, Konnor, Jack Swagger, Goldust, Curtis Axel, Adam Rose, Heath Slater, Tyler Breeze, R-Truth, Bo Dallas, Darren Young, Mark Henry, Baron Corbin en Kane

I (1985) · 2 (1986) · III (1987) · IV (1988) · V (1989) · VI (1990) · VII (1991) · VIII (1992) · IX (1993) · X (1994) · XI (1995) · XII (1996) · 13 (1997) · XIV (1998) · XV (1999) · XVI (2000) · X-Seven (2001) · X8 (2002) · XIX (2003) · XX (2004) · 21 (2005) · 22 (2006) · 23 (2007) · XXIV (2008) · XXV (2009) · XXVI (2010) · XXVII (2011) · XXVIII (2012) · 29 (2013) · XXX (2014) · 31 (2015) · 32 (2016) · 33 (2017) · 34 (2018) · 35 (2019) · 36 (2020) · 37 (2021) · 38 (2022) 39 (2023) · 40 (2024) · 41 (2025)